# Rabdophaga nervorum
Rabdophaga nervorum är en tvåvingeart som först beskrevs av Jean-Jacques Kieffer 1895.  Rabdophaga nervorum ingår i släktet Rabdophaga och familjen gallmyggor. Inga underarter finns listade i Catalogue of Life.